# Kensett (Arkansas)
Kensett est une municipalité située dans l’État américain de l'Arkansas, dans le comté de White.

## Histoire
La municipalité s'est constitué le 16 octobre 1911. La proximité avec les scierie et les chemins de fer a permis de développer la ville.

## Démographie